# Psychopsis meyricki
Psychopsis meyricki är en insektsart som beskrevs av Robert McLachlan 1887.
Psychopsis meyricki ingår i släktet Psychopsis och familjen Psychopsidae. Inga underarter finns listade i Catalogue of Life.